# ويليام تومسون (سياسي نيوزلندي)
ويليام تومسون (بالإنجليزية: William Thomson)‏ هو سياسي نيوزلندي، ولد في 1818 في إدنبرة في المملكة المتحدة، وتوفي في 2 أبريل 1866. انتخب عضو مجلس النواب النيوزيلندي.